# Omer Marchal
Pour les articles homonymes, voir Marchal.
Omer Marchal est un écrivain belge né à Ochamps (près de Libramont en Ardenne belge) en 1936. Il s'est éteint le 6 novembre 1996, laissant derrière lui 5 enfants.

## Publications
- La mort des autres, nouvelles, Pierre de Méyère, 1966.

- Lesse, le village qui ne voulait pas mourir, portrait, Pierre de Méyère, 1967.

- Safari au Congo, document, avec Janine Lambotte, Lucien De Meyer, trad. en allemand, anglais, néerlandais, 1970.

- Baptiste et le sanglier, roman, Fayard, 1978.

- Afrique, afrique, roman, Fayard, 1983.

- Bastogne, mon beau pays, portrait, Didier Hatier, 1984.

- Habay, mon beau pays, portrait, Didier Hatier, 1984.

- Namur, mon beau pays, portrait, Didier Hatier, 1985.

- Mgr Massaux, Pour l'université catholique de Louvain, conversations, Didier Hatier, 1987.

- Au Rwanda, la vie quotidienne au pays du Nil Rouge, portrait-album, photos de Romain Bartsoen, Didier Hatier, 1987.

- Où allez-vous, Docteur Wynen?, conversations, Didier Hatier, 1989.

- Au Pays de mon Père, souvenirs, Didier Hatier, 1990

- Un jésuite dans la Résistance, le père Camille Joset. Témoignage historique sur le Mouvement National Belge et son journal clandestin "La Voix des Belges", Didier Hatier, 1990, 264p.  (ISBN 2-87088-692-6)

- L'Ardenne de Maringer, présentation de l'œuvre du peintre Lucien Maringer, Didier Hatier, 1990.

- En Luxembourg, vivre en Ardenne, en Famenne, en Gaume et au Pays d'Arlon, Ed. Futur, 1991.

- Arduine, roman, l'Âge d'homme, Paris-Lausanne, 1992.

- Mgr Léonard, un évêque de plein air, biographie, Omer Marchal Éditeur, 1994.

- Pleure ô Rwanda bien-aîmé, pamphlet, Omer Marchal Éditeur, 1994.

- Baptiste et le sanglier en Ardenne, roman, réédition Omer Marchal Éditeur;ill. Jean-Claude Servais, 1995.

- Safari en Haute Lesse - Des sources de l'Ardenne profonde aux gouffres de la douce Famenne

par Stanislas et Omer Marchal (Collection du Sanglier) .